# Speyerova linija
Speyerova ili Mainlinija (nazvana po rijeci Majni) je izoglosa (granica) prema sjevernim dijalektima, koji imaju geminacijsku (otegnutu) stanku u riječima poput Appel "jabuka", od južnih dijalektata koji imaju afrikatni suglasnik: Apfel. 
Linija počinje u Alzasu nedaleko Strasbourga, i proteže se sjevero-istočno prema Tiringiji, presjecajući Rajnu kod Speyera. Poslije Erfurta, okreće prema jugoistoku prema prijašnjem njemačkom govornom području u Češkoj. 
Lako je uočiti činjenicu da imena mjesta koja sadrže samostalan /p/ fonem uglavnom leže sjeverno od linije (Paderborn, Potsdam, Wuppertal), dok mjesta s afrikatnim
/pf/ (Pfaffenhofen, Pforzheim) uglavnom leže južnije.